# Eleição municipal de Araraquara em 2008
A eleição municipal de Araraquara em 2008 foi o 15.º pleito eleitoral realizado na história do município. Ocorreu oficialmente em 5 de outubro e foi disputada em turno único, dado que Araraquara por não ter 200 000 eleitores registrados e aptos ao voto, não atende ao critério eleitoral definido pelo inciso II do artigo n.º 29 da Constituição Federal para a realização de um 2.º turno caso nenhum dos candidatos a prefeito alcance maioria absoluta dos votos. Neste caso, o(a) vencedor(a) é escolhido por maioria simples.
Segundo dados do Tribunal Superior Eleitoral, 144 391 eleitores compunham o eleitorado araraquarense apto a eleger 1 prefeito, 1 vice–prefeito e 13 vereadores para a Câmara Municipal em 2008.

## Candidaturas oficiais
| Nº | Nome                  | Partido | Vice                  | Coligação                                                               | Situação   |
| -- | --------------------- | ------- | --------------------- | ----------------------------------------------------------------------- | ---------- |
| 11 | Waldemar de Santi     | PP      | Coca Ferraz (PP)      | Experiência, Honestidade e Competência PP / PTB / PSDC / PHS            | Não eleito |
| 13 | Edna Martins          | PT      | Júlio Perroni (PT)    | Frente Popular Araraquara não pode parar PT / PSB / PR / PSC / PV / PRP | Não eleito |
| 15 | Marcelo Barbieri      | PMDB    | Valter Merlos (PMDB)  | Coligação Azul PMDB / DEM / PPS / PRB / PSL / PMN / PCdoB               | Eleito     |
| 16 | Professor Eraldo      | PSTU    | Lara Spoto (PSTU)     | partido isolado                                                         | Não eleito |
| 45 | Pedro Tedde           | PSDB    | Sílvio Prada (PSDB)   | partido isolado                                                         | Não eleito |
| 50 | José Eduardo Vermelho | PSOL    | Lairton Santos (PSOL) | partido isolado                                                         | Não eleito |

## Resultados eleitorais

### Poder Executivo
| Candidatos a prefeito(a)   | Candidatos a prefeito(a)     | Candidatos a vice-prefeito(a) | Votação | Votação     |
| Candidatos a prefeito(a)   | Candidatos a prefeito(a)     | Candidatos a vice-prefeito(a) | Total   | Porcentagem |
| -------------------------- | ---------------------------- | ----------------------------- | ------- | ----------- |
|                            | Marcelo Barbieri (PMDB)      | Valter Merlos (PMDB)          | 50 813  | 44,66%      |
|                            | Edna Martins (PT)            | Júlio Perroni (PT)            | 32 447  | 28,52%      |
|                            | Waldemar de Santi (PP)       | Coca Ferraz (PP)              | 26 626  | 23,40%      |
|                            | Pedro Tedde (PSDB)           | Sílvio Prada (PSDB)           | 2 928   | 2,57%       |
|                            | José Eduardo Vermelho (PSOL) | Lairton Santos (PSOL)         | 684     | 0,60%       |
|                            | Professor Eraldo (PSTU)      | Lara Spoto (PSTU)             | 284     | 0,25%       |
| Total de votos válidos     | Total de votos válidos       | Total de votos válidos        | 113 782 | 113 782     |
| Votos apurados             |                              |                               |         |             |
| Votos válidos              | Votos válidos                | Votos válidos                 | 113 782 | 92,80%      |
| Votos em branco            | Votos em branco              | Votos em branco               | 3 395   | 2,77%       |
| Votos nulos                | Votos nulos                  | Votos nulos                   | 5 432   | 4,43%       |
| Total de votos apurados    | Total de votos apurados      | Total de votos apurados       | 122 609 | 122 609     |
| Participação do eleitorado |                              |                               |         |             |
| Comparecimentos            | Comparecimentos              | Comparecimentos               | 122 609 | 84,91%      |
| Abstenções                 | Abstenções                   | Abstenções                    | 21 782  | 15,09%      |
| Total de eleitores aptos   | Total de eleitores aptos     | Total de eleitores aptos      | 144 391 | 144 391     |
| Fonte: Fundação SEADE      |                              |                               |         |             |

### Poder Legislativo
No sistema proporcional, pelo qual são eleitos os vereadores, o voto dado a um(a) candidato(a) é primeiro considerado para a coligação da qual o partido em que ele(a) é filiado(a) faz parte. O total de votos da coligação é o que define quantas cadeiras o partido terá. Definidas as cadeiras, os candidatos(as) mais votados(as) do partido são chamados a ocupá-las.
Abaixo encontram-se os candidatos a vereador eleitos, reeleitos e os que ficaram como suplentes para a 15.ª legislatura, iniciada em 1 de janeiro de 2009 e concluída em 31 de dezembro de 2012.
| N.º   | Candidato(a)                  | Coligação               | Votos obtidos | Porcentagem | Situação      |
| ----- | ----------------------------- | ----------------------- | ------------- | ----------- | ------------- |
| 15000 | Elias Chediek                 | PMDB / DEM              | 3 574         | 3,21%       | Reeleito(a)   |
| 15800 | Boi Cabelereiro               | PMDB / DEM              | 3 544         | 3,19%       | Eleito(a)     |
| 13613 | Márcia Lia                    | PT / PSB                | 2 541         | 2,28%       | Eleito(a)     |
| 25666 | Napeloso                      | PMDB / DEM              | 2 532         | 2,28%       | Reeleito(a)   |
| 11626 | Porsani                       | PP                      | 2 340         | 2,10%       | Reeleito(a)   |
| 11631 | Juliana Damus                 | PP                      | 2 239         | 2,01%       | Reeleito(a)   |
| 13610 | Nascimento                    | PT / PSB                | 1 934         | 1,74%       | Reeleito(a)   |
| 22222 | Paulo Maranata                | PR / PV                 | 1 808         | 1,62%       | Eleito(a)     |
| 45111 | Tenente Santana               | PSDB                    | 1 767         | 1,59%       | Eleito(a)     |
| 15001 | Serginho                      | PMDB / DEM              | 1 767         | 1,59%       | Eleito(a)     |
| 10000 | João Farias                   | PRB / PPS / PMN / PCdoB | 1 737         | 1,56%       | Eleito(a)     |
| 15015 | Jair Martinelli               | PMDB / DEM              | 1 733         | 1,56%       | Suplente      |
| 45000 | Geicy Sabonete                | PSDB                    | 1 656         | 1,49%       | Suplente      |
| 14000 | Edno Pacheco                  | PTB                     | 1 654         | 1,49%       | Não eleito(a) |
| 15650 | Lucas Grecco                  | PMDB / DEM              | 1 626         | 1,46%       | Suplente      |
| 45050 | Farmacêutico Jéferson Yashuda | PSDB                    | 1 621         | 1,46%       | Suplente      |
| 13622 | Édio Lopes                    | PT / PSB                | 1 459         | 1,31%       | Eleito(a)     |
| 13630 | Dicão                         | PT / PSB                | 1 447         | 1,30%       | Suplente      |
| 15550 | Doutor Helder                 | PMDB / DEM              | 1 379         | 1,24%       | Suplente      |
| 43001 | Doutor Lapena                 | PR / PV                 | 1 357         | 1,22%       | Eleito(a)     |